# فتح‌الله حسنوند
فتح‌الله حسنوند (زادهٔ ۱۳۳۹ در خرم‌آباد) سیاستمدار، مستقل.
حسنوند نمایندهٔ حوزهٔ انتخابیهٔ خرم‌آباد در دورهٔ هفتم مجلس شورای اسلامی بوده در حال حاضر عضو هیئت علمی دانشگاه آزاد اسلامی می‌باشند وی ریاست مجمع نمایندگان استان لرستان و نایب رئیس کمسیون آموزش و تحقیقات مجلس شورای اسلامی را در سوابق خود دارد حسنوند در دوره هفتم انتخابات مجلس شورای اسلامی با کسب ۲۵٫۱۱ در صد از کل آراء ماخوذه(۱۹۸٬۲۷۲ رای) در دور اول به مجلس راه یافت.
او در تصویب قوانین و لوایحی در خصوص رسمی نمودن بیش از ۴۰ هزار معلم حق‌التدریس و تصویب راه آهن درود به خرم‌آباد و اختصاص ۴۰۰ میلیون دلار بودجه (هزار و پانصد و بیست میلیارد تومان از محل ذخائر ارضی و فاینانس) فعالیت داشت.